# Maria Teresa Armosino
Maria Teresa Giovanna Armosino (Torino, 20 luglio 1955) è una politica italiana.

## Biografia
Laureata in giurisprudenza, è avvocato. È stata eletta alla Camera dei deputati nel 1996, e poi riconfermata nella successiva legislatura, nel collegio uninominale di Canelli, in Piemonte, in rappresentanza della coalizione di centrodestra. Ha ricoperto il ruolo di membro del consiglio direttivo di Forza Italia alla Camera.
Nel 1996 è coordinatrice cittadina di Forza Italia a Torino; nel 1998 diventa dirigente nazionale di "Azzurro Donna", l'organizzazione femminile del partito; il 16 aprile 1998, al primo congresso nazionale di FI viene eletta membro del comitato di presidenza.
Entra a far parte dei governi della Casa delle Libertà nel quinquennio 2001-2006, partecipando al Governo Berlusconi II e al Berlusconi III, come sottosegretario al Ministero dell'Economia e delle Finanze. Dal 2006 al 2008 è vice capogruppo di Forza Italia alla Camera dei deputati. Successivamente entra nel nuovo partito di centrodestra, il Popolo della Libertà. Membro del Consiglio Direttivo del PdL alla Camera. All'interno del partito è componente del Collegio Nazionale dei Probiviri.
Nel 2008 la coalizione Popolo della Libertà-Lega Nord la candida come presidente della provincia di Asti, ma a differenza del suo predecessore Roberto Marmo non ottiene la maggioranza assoluta dei voti (si ferma a circa il 44%) ed al ballottaggio si scontra col candidato del Partito Democratico Roberto Peretti.
Al ballottaggio del 27 e 28 aprile 2008 vince col 58% dei voti. Diventa quindi presidente della provincia di Asti,
mantenendo anche la carica di parlamentare.
Il 9 ottobre 2012 insieme ad altri Presidenti di Provincia annuncia le sue dimissioni da Presidente della Provincia di Asti per protesta contro la soppressione degli Enti provinciali operati dal Governo Monti e con la volontà di ricandidarsi alle Politiche del 2013 incarico per cui scatta l'incompatibilità con quello di Presidente di Provincia (ultimo giorno utile per dimissioni).
Non risulta eletta al Parlamento nel 2013.